# 토양 증기 추출법
토양 증기 추출법(Soil Vapor Extraction, 이하 증기추출법)은 본래 위치에서 증기와 같은 매체를 통해 토양으로부터 오염물질을 제거하는 복원 공정이다.
추출한 토양 증기를 액체와 기체로 분리하고 이들을 각각 필요한 수준까지 회복시킨다. 증기추출법은 높은 휘발성을 가진 다양한 오염물질을 제거하는 데 적당하다. 높은 증발 압력과 물보다 낮은 끓는 점을 가진 염소화 용매가 그 예이다. 증기추출법으로 소수성 액체형태의 오염물질 등 고농도의 오염물질을 처리할 수 있다. 증기추출법은 빠르고 효과적인 복원 기법이다.